# Сухарево (городской округ Мытищи)
Сухарево — деревня в городском округе Мытищи Московской области России.

## Население
| 1852 | 1859 | 1890 | 1899 | 1926 | 2002 | 2010 |
| ---- | ---- | ---- | ---- | ---- | ---- | ---- |
| 265  | ↗350 | ↗371 | ↗425 | ↗544 | ↘220 | ↗452 |

## География
Расположена на севере Московской области, в северо-западной части Мытищинского района, на Дмитровском шоссе А104, примерно в 23 км к северо-западу от центра города Мытищи и 19 км от Московской кольцевой автодороги, на берегу впадающей в Клязьму реки Учи. Западнее деревни проходит линия Савёловского направления Московской железной дороги.
В деревне 10 улиц — Берёзовая, Короткая, Окружная, Осипенко, Полевая, Северная, Солнечная, Стародмитровская, Школьная и Юрьевская, приписано садоводческое товарищество. Ближайшие сельские населённые пункты — деревни Лысково, Троице-Сельцо и село Марфино.
Связана автобусным сообщением с районным центром, железнодорожной станцией Катуар, расположенной в посёлке городского типа Некрасовский Дмитровского района (маршруты № 37, 70 и 73) и железнодорожной станцией Лобня, расположенной в одноимённом городе городского округа Лобня Московской области (маршрут № 60), а также городом Москвой (маршрут № 519).

## История
Сухарева, деревня 6-го стана, Государств. Имущ., 131 душа м. п., 134 ж., 40 дворов, 33 версты от Бутырской заставы, на Дмитровском тракте.— Нистрем К. Указатель селений и жителей уездов Московской губернии, 1852
В «Списке населённых мест» 1862 года — казённая деревня Московского уезда по Дмитровскому тракту (из Москвы в Калязин), в 33 верстах от губернского города и 21 версте от становой квартиры, при речке Путне, с 44 дворами и 350 жителями (153 мужчины, 197 женщин).
По данным на 1899 год — деревня Марфинской волости Московского уезда, в деревне находилась квартира полицейского урядника, имелись земское училище и лечебница, проживало 425 жителей.
В 1913 году — 70 дворов, квартира урядника, земское училище, лечебница, казённая винная лавка, трактир.
По материалам Всесоюзной переписи населения 1926 года — центр Сухаревского сельсовета Трудовой волости Московского уезда на Дмитровском шоссе и в 1,5 км от станции Катуар Савёловской железной дороги, проживало 544 жителя (247 мужчин, 297 женщин), насчитывалось 114 хозяйств, из которых 102 крестьянских, имелась школа 1-й ступени.
С 1929 года — населённый пункт в составе Коммунистического района Московского округа Московской области. Постановлением ЦИК и СНК от 23 июля 1930 года округа как административно-территориальные единицы были ликвидированы.
1929—1935 гг. — центр Сухаревского сельсовета Коммунистического района.
1935—1939 гг. — центр Сухаревского сельсовета Дмитровского района.
1939—1959 гг. — центр Сухаревского сельсовета Краснополянского района.
1959—1960 гг. — центр Сухаревского сельсовета Химкинского района.
1960—1963, 1965—1994 гг. — центр Сухаревского сельсовета Мытищинского района.
1963—1965 гг. — центр Сухаревского сельсовета Мытищинского укрупнённого сельского района.
1994—2006 гг. — центр Сухаревского сельского округа Мытищинского района.
2006—2015 гг. — деревня сельского поселения Федоскинское Мытищинского района.